# Itek Air
Itek Air (Russisch: Авиакомпания ИТЕК-ЭЙР) was een Kirgizische luchtvaartmaatschappij met haar thuisbasis in Bisjkek.

## Geschiedenis
Itek Air is opgericht in 1999. De maatschappij stond sinds 12 oktober 2006 op de zwarte lijst van de Europese Unie en mag dus niet binnen het Europese luchtruim vliegen.

### Ongelukken
Op 24 augustus 2008 stortte een Boeing B737-200 van Itek Air die met 90 inzittenden op weg was naar Teheran, Iran neer, waarbij 68 personen omkwamen. 22 personen overleefden de crash. Het toestel was kort daarvoor opgestegen van de Internationale Luchthaven Manas bij de Kirgizische hoofdstad Bisjkek.
Dit incident leidde tot verdere kritiek op de veiligheid en verdere praktijen van de luchtvaartmaatschappij. Hierna werd in 2010 de vergunning van de regering van Kazachstan ingetrokken en werd de luchtvaartmaatschappij opgeheven. 

## Diensten
Itek Air voerde lijnvluchten uit naar (oktober 2008):
Kyrgyzstan
- Bisjkek (Internationale Luchthaven Manas)
- Osh (Osh Airport)

Rusland
- Moskou (Domodedovo International Airport)
- Novosibirsk (Luchthaven Tolmatsjovo)

China
- Ürümqi (Diwopu International Airport)

## Vloot
De vloot van Itek Air bestond uit de volgende vliegtuigen:
- 5 Boeing B737-200

De registratienummers van de toestellen van Itek Air waren EX-127, EX-132, EX-25003, EX-311 en EX-009. De laatste daarvan stortte op 24 augustus 2008 neer.
Van de andere vliegtuigen werden er 2 aan andere luchtvaartmaatschappijen verkocht, 1 gesloopt en de laatste in opslag geplaatst.